# Breathe (álbum de Faith Hill)
Breathe es el cuarto álbum de estudio de la cantante y compositora estadounidense Faith Hill. El álbum fue lanzado a la venta el 9 de noviembre de 1999 por la compañía discográfica Warner Bros Nashville. El material musical contiene géneros pop y country con influencias de rock. El álbum fue muy exitoso en América del Norte y en otros países convirtiendo a Faith en una estrella internacional.
El álbum publicó cuatro sencillos, como "Breathe", "The Way You Love Me", "Let's Make Love" y "If My Heart Had Wings", los cuales fueron grandes éxitos en Norteamérica, Europa y Oceanía. Los sencillos de "Breathe" y "The Way You Love Me", fueron los grandes éxitos mundiales que le dieron a Hill un gran salto a la fama. Los anteriores sencillos, fueron certificados como disco de platino y disco de oro. Cada uno de ellos contó con un videoclip que se mantuvieron en las primeras posiciones en diferentes cadenas de televisión musical en varios países.
Para la producción del álbum, Hill trabajó con los productores "Byron Gallimore" y "Dann Huff".
El álbum ha sido un gran éxito a nivel mundial, obteniendo ventas de 8 millones de copias solo en Estados Unidos.

## Lista de temas
| N.º | Título                              | Duración |  |
| 1.  | «What's in It for Me»               | 5:36     |  |
| 2.  | «I Got My Baby»                     | 3:31     |  |
| 3.  | «Love Is a Sweet Thing»             | 3:56     |  |
| 4.  | «Breathe»                           | 4:09     |  |
| 5.  | «Let's Make Love» (with Tim McGraw) | 4:11     |  |
| 6.  | «It Will Be Me»                     | 3:46     |  |
| 7.  | «The Way You Love Me»               | 3:06     |  |
| 8.  | «If I'm Not in Love»                | 4:02     |  |
| 9.  | «Bringing Out the Elvis»            | 3:34     |  |
| 10. | «If My Heart Had Wings»             | 3:35     |  |
| 11. | «If I Should Fall Behind»           | 4:32     |  |
| 12. | «That's How Love Moves»             | 4:14     |  |
| 13. | «There Will Come a Day»             | 4:15     |  |

- Datos: Q904002